# Sensbach (Itter)
Der Sensbach ist ein 10,3 Kilometer langer Bach im hessischen Odenwaldkreis, der nach langem Südlauf beim Wohnplatz Gaimühle der Stadt Eberbach im baden-württembergischen Rhein-Neckar-Kreis von rechts und Westen in die Itter mündet.
Der Bach, dessen Unterlauf die Grenze zu Baden-Württemberg bildet, hat der ehemaligen Odenwald-Gemeinde Sensbachtal und zuvor schon den beiden Ortsteilen Ober-Sensbach und Unter-Sensbach den Namen gegeben.

## Name
Der Bach wurde nach dem Jahr 819 als flumen Vrtella erstmals urkundlich erwähnt. Sein heutiger Name erscheint erstmals im Jahr 1462 (Sentzelspacher bach). Das Bestimmungswort des Namens leitet sich vom Genitiv des althochdeutschen Personennamens *Senzil ab.

## Geographie

### Verlauf
Der Sensbach entspringt am nordwestlichen Ortsrand von Ober-Sensbach, am nördlichen Ende eines der für den mittleren Odenwald typischen nord-südlichen Talzüge, in dem das ihn begleitende Flurband stark schwankender Breite schon etwas oberhalb seines Ursprungs einsetzt. Zwischen der Talflanke der Sensbacher Höhe (557,8 m ü. NHN) an der Westseite und einem namenlosen Bergrücken an seiner Ostseite hat er sich in südlichem Lauf in den Buntsandstein-Odenwald eingegraben. Er durchfließt Ober-Sensbach, Unter-Sensbach und Hebstahl, die sich in gelockertem Siedlungsverband und unterhalb teils nur einseitig offener Hänge dem Ufer entlangziehen. Südlich von Hebstahl wird die vorher weitere Talmulde zu einem engen bewaldeten Kerbtal, die offene Flur engt sich auf die schmale Wiesenaue ein und der Fluss erreicht bald zwischen dem Sensberg (480,1 m ü. NHN) links und dem Spitzberg (459,5 m ü. NHN) gegenüber die Landesgrenze. Hier biegt er sodann vor dem Imberg (395 m ü. NHN) im Süden nach Osten ab und macht so den Sensberg (480,1 m ü. NHN) zum Taleck. Nach guten zwei Kilometern weiterem Ostlauf weiter (in Luftlinie) mündet der Sensbach beim Wohnplatz Gaimühle der Stadt Eberbach von rechts und Westen in die Itter.

### Einzugsgebiet
Der Sensbach entwässert 18,2 km² des mittleren Odenwaldes über die Itter südwärts zum Neckar. Sein Einzugsgebiet erstreckt sich in längster Linie von nahe Reußenkreuz südwärts bis auf den Kamm des Imbergs fast 9,5 km weit, quer dazu misst es an der breitesten Stelle etwas über 2,5 km. Es grenzt im Nordwesten an dasjenige des Mümling-Oberlaufs Walterbach, also hier an Main-Einzugsgebiet, im Nordosten kurz an das des linken Itter-Quellbachs Schöllenbach, danach konkurrieren hinter der östlichen Wasserscheide auf dem oberen Talabschnitt der Bach aus dem Rindengrund, danach der Bach aus dem Scheffestal, welche beide der Itter zulaufen. Die südliche Einzugsgebietsgrenze verläuft gegen unmittelbares Einzugsgebiet der abwärtigen Itter selbst, die westliche auf ganzer Länge gegen den Gammelsbach, der nach einem zum Sensbach parallelen Südlauf unterhalb der Itter in den Neckar mündet.

## Verkehr
Aus Beerfelden an den Quelle von Gammels- und Walterbach im Westen kommend, tritt nach einer Passstraße über die Sensbacher Höhe die Landesstraße L 3120 in Ober-Sensbach ins Tal und läuft dem Bach entlang und durch die Talorte bis zur Mündung, wo sie in die L 2311 durchs Ittertal einmündet. Überm oberen Talende setzt die Kreisstraße K 39 an der L 3108 an, welche in West-Ost-Richtung über eine Bergstraße das Mümling- unmittelbar mit dem Schöllenbachtal verbindet, und läuft dann südwärts in der Talmulde bis zur Landesstraße in Ober-Sensbach. Beide Straßen sind nicht sehr befahren, weshalb das ländliche und abgelegene Sensbachtal recht still ist.